# Museo Ayala
El Museo Ayala (en tagalo: Museong Ayala) es un museo de arte e historia ubicado en la esquina de la avenida Makati, y la calle de la Rosa, en la ciudad de Makati, en la gran Manila, en Filipinas. Es considerada una de las instituciones privadas más importantes del arte y la cultura filipina. Concebido en 1950 por el pintor abstracto filipino Fernando Zobel, el Museo Ayala fue creado en 1967 bajo los auspicios de la Fundación Ayala, Inc. comenzó como un museo de la historia de Filipinas y la iconografía, y se transformó en un museo de bellas artes y de historia.